# Fusil tipo AR-15

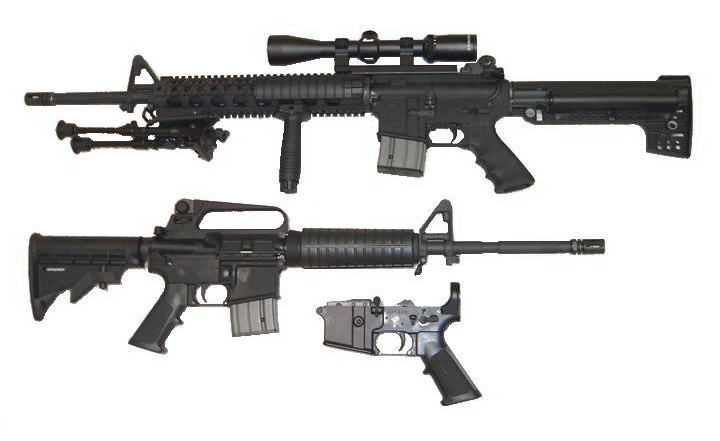
Los fusiles tipo AR-15 están disponibles en diferentes tamaños y tienen diversos accesorios, según el fabricante. La pieza del centro es la mitad inferior del cajón de mecanismos, sin su mitad superior, pasador y culata.

El fusil tipo AR-15 es un fusil semiautomático ligero, diseñado a partir del fusil de asalto AR-15, que a su vez es un derivado de menor tamaño del AR-10. ArmaLite vendió la patente y los derechos de producción a Colt's Manufacturing Company en 1959. Después que las patentes de la Colt caducaron en 1977, esta empresa conservó la marca registrada y es la propietaria exclusiva de la designación "AR-15".
La prohibición federal de armas de asalto restringió la producción y venta del Colt AR-15 y sus derivados entre 1994 y 2004, aunque no afectó a fusiles semiautomáticos más sencillos.
En 2009, la asociación de fabricantes de armas National Shooting Sports Foundation acuñó el término "fusil de cacería moderno" y este fue rápidamente adoptado por la mayoría de fabricantes.
Según The New York Times, en la década de 2010 los fusiles tipo AR-15 se han convertido en "los fusiles más amados y más vilipendiados" en los Estados Unidos. Han sido empleados en varios tiroteos masivos en Estados Unidos. En la cobertura de incidentes donde se emplearon diversas versiones de este fusil, con frecuencia se utiliza la abreviatura AR-15. Este fusil ha sido promocionado como el "fusil de los Estados Unidos" por la National Rifle Association, aunque la popularidad de los fusiles tipo AR-15 se atribuye en parte a las propuestas para prohibirlos o restringirlos.
Cuando es fabricado con un cañón cuya longitud es menor a 406,4 mm y sin culata, legalmente es clasificado como una pistola en lugar de un fusil con cañón corto, siendo descrito como pistola tipo AR-15.

## Terminología

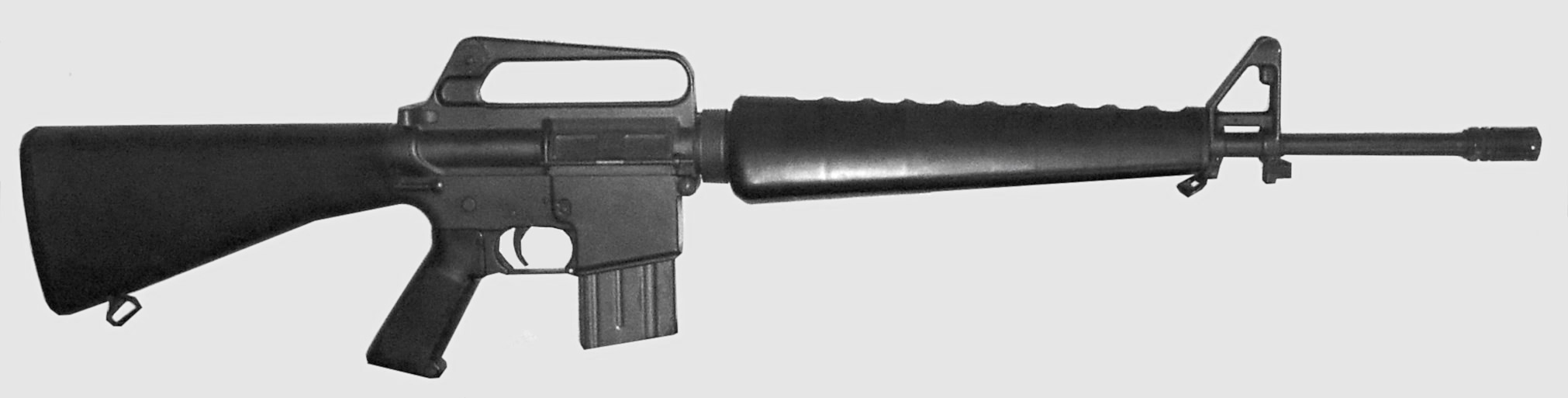
El fusil Colt AR-15 SP1 de 1973, con la mitad inferior del cajón de mecanismos "lisa" (sin el resalte alrededor del botón del retén del cargador) y el cargador Colt original de 20 cartuchos.

El Colt AR-15 está emparentado con los fusiles militares M16 y M4, con los cuales comparte el mismo diseño básico y tiene el mismo mecanismo. El término "tipo AR-15" es usualmente empleado para referirse a las variantes civiles, que carecen del selector de modo de disparo.
En 1956, la ArmaLite diseñó un fusil de asalto ligero y de pequeño calibre para las Fuerzas Armadas, el cual fue designado como AR-15. Debido a problemas financieros y limitaciones productivas, en 1959 la ArmaLite vendió el diseño y la marca registrada AR-15 junto con el AR-10 a la Colt's Manufacturing Company. En 1964, la Colt empezó a vender su propia versión junto a un modelo semiautomático mejorado, conocido como Colt AR-15. Después que las patentes de la Colt caducaron en 1977, emergió un activo mercado para otros fabricantes produzcan y vendan  sus propios fusiles semiautomáticos tipo AR-15. Algunas versiones de los fusiles tipo AR-15 fueron clasificadas como "armas de asalto" y prohibidas en 1994 según el Acta de seguridad pública y protección del uso recreativo de las armas de fuego. Esta acta expiró en 2004.
En 2009, la National Shooting Sports Foundation acuñó el término "fusil de cacería moderno" para su encuesta de aquel año como un término publicitario empleado por la industria armera para describir a los fusiles semiautomáticos modulares, incluyendo los tipo AR-15. Hoy en día, casi cualquier empresa armera importante produce su propio fusil tipo AR-15 genérico. Como la Colt sigue siendo dueña de la marca registrada AR-15 y la utiliza para su serie de fusiles tipo AR-15, otros fabricantes deben usar sus propios números de modelo y nombres para publicitar sus fusiles tipo AR-15 en el mercado civil de armas.

## Modularidad
Mientras que la mayoría de los primeros fusiles de retrocarga tenían un solo cajón de mecanismos que albergaba tanto el gatillo como el mecanismo de recarga, una característica innovadora del AR-15 era su construcción modular para simplificar el reemplazo de piezas y evitar la necesidad de enviar el arma a un arsenal para reparar la mayoría de los fallos de un fusil militar. Un característico cajón de mecanismos dividido en dos partes es empleado tanto en los fusiles de asalto como en los fusiles tipo AR-15. Como la tenencia por parte de civiles de fusiles tipo AR-15 fue suficiente para crear un mercado de accesorios, diversos fabricantes empezaron a producir uno o más módulos "mejorados", conjuntos o piezas con características que no se encontraban en fusiles de serie; los individuos con habilidades mecánicas promedio frecuentemente pueden reemplazar estas piezas con piezas originales. Debido a la amplia variedad de piezas y accesorios disponibles, los fusiles tipo AR-15 también han sido mencionados como "la navaja suiza de los fusiles", "muñecas Barbie para chicos" o "LEGOs [sic] para adultos". Estos módulos más o menos intercambiables son una característica definitoria de los fusiles tipo AR-15.

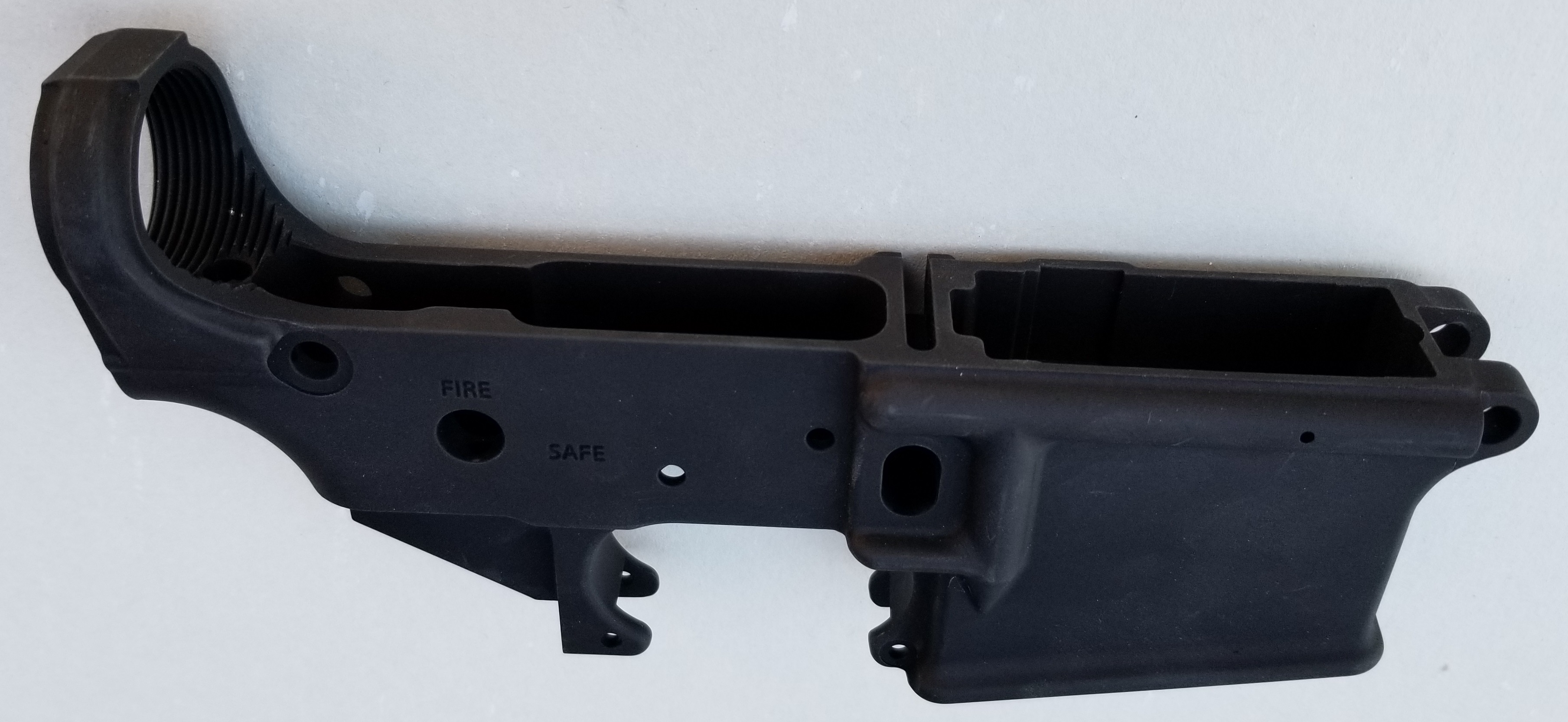
La mitad inferior del cajón de mecanismos completamente desmontada, sin las piezas adicionales de una mitad inferior completa, es la única pieza de un fusil tipo AR-15 que debe ser transferida a través de un vendedor de armas con licencia federal según la ley federal estadounidense.

La mitad inferior del cajón de mecanismos es la pieza con número de serie legalmente definida como un arma de fuego según la ley estadounidense. Una mitad inferior completa se distingue por el guardamonte ubicado delante del pistolete desmontable y detrás del brocal del cargador, que sostiene los cargadores extraíbles. La mitad inferior contiene el conjunto del gatillo, que incluye el martillo y el punto de acople de la culata. La mitad inferior se une a la mitad superior a través de dos pasadores. El desmontaje para limpieza o reparación de fallos precisa con frecuencia la retirada de estos pasadores. La retirada del pasador posterior permite que el cajón de mecanismos sea abierto por rotación alrededor del pasador delantero, como si se tratase de una bisagra.
La mitad superior del cajón de mecanismos contiene el conjunto del portacerrojo, y está unida al cañón. Se pueden acoplar miras sobre la mitad superior o el cañón. Un guardamanos usualmente rodea al cañón y un mecanismo de recarga accionada por gas utiliza los gases de la pólvora quemada tomándolos desde una portilla en el cañón, situada cerca del extremo delantero del guardamanos. El guardamanos está acoplado a la mitad superior del cajón de mecanismos y también puede estar acoplado al cañón.
El diseño inicial incluía un tubo que dirigía los gases de la pólvora quemada directamente al portacerrojo, donde se expandían en una cámara con volumen variable y forzaban la apertura y retroceso del cerrojo para eyectar el casquillo vacío. Un muelle recuperador dentro de la culata empujaba de regreso el cerrojo, que retiraba un cartucho del cargador y lo introducía en la recámara. Este sistema de empuje directo tenía la desventaja de introducir hollín en el cajón de mecanismos, que al acumularse produce fallos. Un diseño alternativo más reciente emplea un émbolo metálico conectado a un pistón situado dentro de un cilindro, ubicado debajo del guardamanos y cerca de la portilla de gases del cañón. Este pistón mantiene limpio el cajón de mecanismos, al expulsar el gas debajo del guardamanos. Mientras que los sistemas de empuje directo y pistón hacen que el fusil dispare en modo semiautomático, un conjunto de cañón sin guardamano envolvente incluye un guardamanos deslizante conectado a una varilla que empuja el cerrojo en acción de bombeo y elimina el disparo semiautomático. Algunos fusiles tipo AR-15 tienen sistemas de gas rediseñados, que les permiten disparar con seguridad inmediatamente después de haber sido sumergidos en agua. El diseño inicial no tenía en cuenta esta capacidad.
La mayoría de los fusiles tipo AR-15 eyectan los casquillos vacíos desde el lado derecho del cajón de mecanismos, lejos del rostro de los tiradores diestros. La eyección desde la derecha es una desventaja para un tercio de los estadounidenses, cuyo ojo dominante es el ojo izquierdo, y para la décima parte de los estadounidenses que son zurdos, ya que apoyar la culata de estos fusiles en su hombro izquierdo hace que los casquillos vacíos y calientes sean eyectados hacia el pecho, cuello o rostro de un tirador zurdo. El diseño modular de los fusiles tipo AR-15 ha impulsado a varios fabricantes a ofertar piezas especializadas, inclusive mitades superiores del cajón de mecanismos que eyectan hacia la izquierda para modificar fusiles tipo AR-15 diestros y que puedan ser empleados por tiradores zurdos.
El fusil tipo AR-15 está calibrado para los cartuchos .223 Remington y 5,56 x 45 OTAN, pero se han producido numerosas variantes calibradas para otros cartuchos, tales como el .22 Long Rifle, el 7,62 x 39, el 9 x 19 Parabellum e incluso cartuchos de escopeta. Aquellos fusiles calibrados para los cartuchos 9 x 19 Parabellum o .22 Long Rifle, tienen sistemas de recarga por retroceso o de recarga por retroceso retardado en lugar de recarga accionada por gas, ya que la insuficiente presión de los gases y volumen producidos al disparar no podría accionar un sistema de gas. El sencillo sistema de recarga por retroceso es suficiente y permite retirar el tubo posterior del amortiguador y muelle recuperador. Algunos escasos fusiles tipo AR-15 están disponibles como fusiles de cerrojo. Estos últimos usualmente son publicitados en países donde la tenencia de fusiles semiautomáticos está prohibida, tales como Australia o el Reino Unido.
Algunos fusiles tipo AR-15 tienen características que limitan el uso de cargadores extraíbles, para cumplir con las leyes estatales. Casi todas las versiones civiles del AR-15 tienen un pistolete como las versiones militares, y algunos tienen culatas plegables o extensibles como la carabina M4, que reducen la longitud promedio del fusil.

## Comparación con las versiones militares
La Colt introdujo al mercado el AR-15 semiautomático en 1964. La principal distinción entre los fusiles civiles semiautomáticos y los fusiles de asalto es el selector del modo de disparo. Los modelos militares fueron producidos con un selector que les permite disparar en modo semiautomático, así como en modo automático o en ráfaga corta, donde el fusil dispara tres cartuchos en sucesión al apretar el gatillo. Los AR-15 con selector de disparo fueron redesignados como M16 a partir del modelo A1-4. La mayoría de piezas son intercambiables entre los fusiles semiautomáticos y los de asalto, incluyendo cargadores, alzas y puntos de mira, mitades superiores del cajón de mecanismos, cañones y accesorios. La carabina M4 usualmente tiene un cañón de 370 mm de longitud. Los fusiles civiles usualmente tienen cañones de 410 mm de longitud o más largos, para cumplir con el Acta nacional sobre armas de fuego de 1934.
A fin de prevenir que un fusil semiautomático civil pueda ser transformado en uno de asalto con la instalación del selector de disparo, se le cambiaron varias características. Las piezas modificadas incluyen la mitad inferior del cajón de mecanismos, el portacerrojo, el martillo, el gatillo, el fiador y el seguro/selector. El portacerrojo de un fusil semiautomático tiene una ranura de aligerado más larga, para evitar que se encaje en el fiador de un fusil de asalto. Debido a la reducción del peso, el muelle recuperador es más pesado. En el fusil de asalto, el martillo tiene un resalte adicional que interactúa con el fiador automático y lo sostiene hasta que el portacerrojo esté en posición adelantada, al seleccionar el modo automático. La instalación de algunas piezas de un fusil de asalto en un fusil semiautomático no le permitirá disparar en modo automático (esto necesita una pieza registrada en la BATFE). Las mitades inferiores del cajón de mecanismos de los fusiles de asalto pueden identificarse fácilmente por el agujero para un pasador situado encima de la palanca del seguro/selector. La Colt diseñó los pasadores que sostienen el conjunto del gatillo de un fusil semiautomático con un mayor diámetro que aquellos de un fusil de asalto para prevenir el intercambio de piezas entre ambos modelos de fusiles.

## Producción y ventas
El primer fusil semiautomático producido por la Colt para el mercado civil fue el modelo SP1 AR-15 Sporter, que disparaba el cartucho .223 Remington, tenía un cañón de 510 mm de longitud y venía con cargadores de 5 cartuchos. Las ventas iniciales del Colt AR-15 fueron bajas, principalmente a causa de sus mecanismos de puntería fijos y asa de transporte, que dificultaba la instalación y uso de miras telescópicas. El desarrollo militar de la carabina compacta M4 impulsó la producción de una carabina civil SP1 con cañón de 410 mm de longitud y culata extensible a partir de 1977. Estas carabinas se han hecho populares entre las agencias policiales para operaciones en espacios urbanos estrechos y la culata extensible compensa el grosor añadido del chaleco antibalas. El cañón más corto reduce la velocidad de la bala aproximadamente un 5%, con la energía de la bala reduciéndose aproximadamente un 10%. La longitud del cañón requirió mudar la portilla de gases más cerca de la recámara, exponiendo el sistema de recarga a presiones y temperaturas más altas, que incrementarían el desgaste de las piezas móviles tales como los tetones de acerrojado del cerrojo y el extractor. Aunque la Colt ofertó un cañón más pesado de 508 mm de longitud para mejorar la precisión desde 1986, el peso del cañón puede reducir el balance ergonómico; por lo que los cañones cortos han prevalecido en los fusiles de producción reciente.

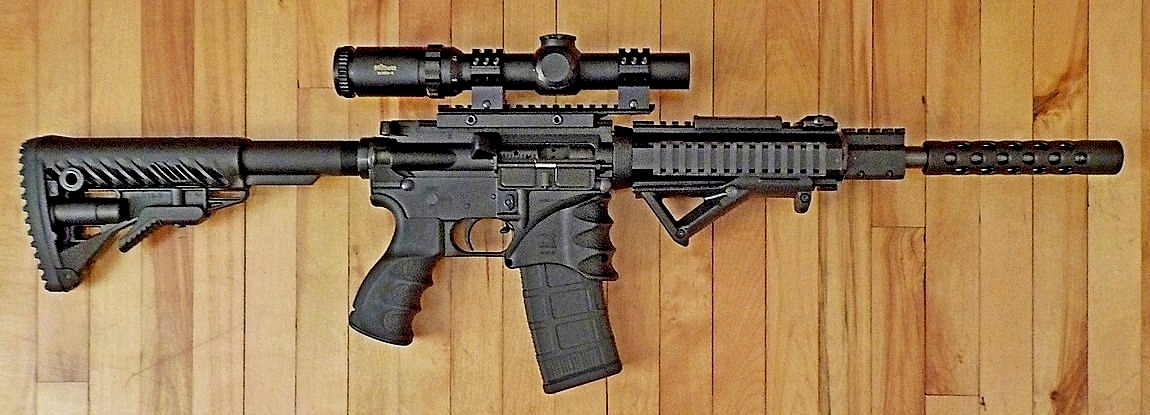
Fusil tipo AR-15 American Tactical OMNI (mitad inferior del cajón de mecanismos de polímero), caibre 5,56 mm, con mira telescópica Millett DMS-1, culata y empuñaduras FAB Defense.

En la década de 1990, las ventas de los fusiles tipo AR-15 se incrementaron dramáticamente, en parte como consecuencia de la introducción de la mitad superior del cajón de mecanismos sin asa (variante M4), que permitía la instalación de miras telescópicas y otros tipos de alza, así como nuevas características tales como guardamanos de movimiento libre que incrementaban la precisión. Mientras que solamente unas cuantas empresas producían estos fusiles en 1994, para inicios del siglo XXI el número de fusiles tipo AR-15 era más del doble. Desde 2000 hasta 2015, el número de fabricantes de fusiles tipo AR-15 se incrementó de 29 a 500. Hoy en día, los fusiles tipo AR-15 están disponibles en el mercado civil de armas estadounidense con una amplia variedad de configuraciones y calibres por parte de un gran número de fabricantes. Estas configuraciones van desde fusiles estándar con cañón de 510 mm, hasta carabinas con cañones de 410 mm, culatas de longitud regulable y miras ópticas, así como fusiles de largo alcance con cañones de 610 mm, bípodes y miras telescópicas de gran aumento.
En setiembre de 2019, la Colt Firearms anunció que cesaría la producción del Colt AR-15 para el mercado estadounidense, citando "un notable exceso de capacidad productiva" en la industria y los "contratos de grandes lotes" de la compañía con las Fuerzas Armadas y policiales que "absorbían toda la capacidad productiva de la Colt en fusiles". Sin embargo, la Colt reanudó la producción del Colt AR-15 después de un incremento de la demanda en el mercado estadounidense.
Las estimaciones sobre el número de propietarios de estos fusiles en los Estados Unidos varían. La National Shooting Sports Foundation ha calculado que en los Estados Unidos existen aproximadamente de 5 a 10 millones de fusiles tipo AR-15, dentro del total de 300 millones de armas de fuego que poseen los ciudadanos estadounidenses.

## Cacería
Algunos cazadores prefieren emplear fusiles tipo AR-15 debido a su versatilidad, precisión, amplia variedad de características disponibles y amplia variedad de calibres (véase abajo). Las culatas extensibles son adecuadas para cazadores que llevan sus fusiles a lugares remotos o para adecuarse a la estatura de cualquier cazador. Siendo fabricados con polímeros ligeros y aleaciones resistentes a la corrosión, estos fusiles son preferidos para cazar en ambientes húmedos con menos preocupación respecto al óxido o la deformación de las culatas de madera. La ubicación del seguro de los fusiles tipo AR-15 es una mejora respecto a los tradicionales fusiles de cerrojo empleados para cazar. En los Estados Unidos, varios estados obligan a los cazadores a emplear cargadores con menor capacidad de cartuchos. Si un cazador falla el primer disparo, el sistema semiautomático permite efectuar disparos en rápida sucesión contra animales peligrosos como los cerdos cimarrones, o contra animales veloces como las liebres. Los cazadores de piezas mayores frecuentemente emplean mitades superiores del cajón de mecanismos y cañones adaptados para cartuchos de mayores dimensiones o que montan balas pesadas. La ley de cacería de varios estados de los Estados Unidos considera a los cartuchos de 5,5 mm (.22), tales como el .223 Remington y el 5,56 x 45 OTAN, inadecuados para producir una muerte rápida.

## Uso de distintos cartuchos
Como las mitades inferior y superior del cajón de mecanismos pueden ser intercambiadas entre fusiles, el examen forense de las balas y los casquillos vacíos puede revelar marcas características del cañón y la mitad superior del cajón de mecanismos, sin identificar la mitad inferior del cajón de mecanismos, la cual puede tener registros legales disponibles. Una persona puede emplear varias mitades superiores del cajón de mecanismos en la misma mitad inferior. Estas mitades superiores pueden tener cañones de diferente longitud y varios mecanismos de puntería, además de poder disparar distintos cartuchos. Un cazador con una mitad inferior del cajón de mecanismos puede tener una mitad superior con un cañón para el .223 Remington y mira telescópica para cazar alimañas en campo abierto, y otra mitad superior con cañón para el .458 SOCOM y alza para caza mayor en bosques. Las dimensiones de ambas mitades del cajón de mecanismos fueron originalmente diseñadas para el cartucho 5,56 x 45 OTAN e imponen un límite promedio de longitud y diámetro al adaptar módulos para otros cartuchos incluidos en esta lista. El mismo cargador puede contener cartuchos de distinto tipo en cantidades variables.

## Uso en crímenes y tiroteos masivos
La mayoría de asesinatos con armas de fuego en los Estados Unidos son cometidos con armas cortas. Según un análisis efectuado en 2013 por Mayors Against Illegal Guns, en 14 de 93 tiroteos masivos se emplearon cargadores de gran capacidad o armas de asalto. Sin embargo, los fusiles tipo AR-15 han jugado un importante papel en varios tiroteos masivos en Estados Unidos y han sido ampliamente caracterizados como el arma de elección para los perpetradores de estos crímenes. Los fusiles tipo AR-15 u otros parecidos fueron las principales armas empleadas en casi la mitad de los 10 tiroteos masivos con más víctimas de la historia contemporánea de los Estados Unidos, incluyendo la masacre de la Escuela Primaria de Sandy Hook de 2012, la masacre de San Bernardino de 2015, el tiroteo de Las Vegas de 2017, el tiroteo en la iglesia de Sutherland Springs de 2017 y el tiroteo en la escuela secundaria Stoneman Douglas de Parkland de 2018. El experto en armas de fuego Dan Hazen y el investigador de asesinatos masivos Dr. Pete Blair creen que las elecciones de armas de los asesinos en masa tienen poco que ver con las características específicas de los fusiles tipo AR-15, sino con su familiaridad y un efecto de imitación.
Tras haberse empleado un fusil Colt AR-15 en la masacre de Port Arthur, el peor tiroteo masivo en la historia de Australia, el gobierno emitió el Acuerdo nacional sobre armas de fuego de 1996, que prohibía la tenencia de fusiles semiautomáticos cuyos cargadores puedan llevar más de cinco cartuchos (Categoría D según la ley australiana). Un fusil tipo AR-15 fue una de las cinco armas empleadas en los atentados de Christchurch el 15 de marzo de 2019. Debido a esto, el gobierno neozelandés aprobó una ley para prohibir armas de fuego semiautomáticas, cargadores y piezas que pueden emplearse para ensamblar armas de fuego prohibidas. Después de la masacre de Nueva Escocia de 2020, la mayor masacre perpetrada por una sola persona en la historia de Canadá, el gobierno canadiense prohibió una clase de fusiles, incluyendo a los tipo AR-15.

## Galería

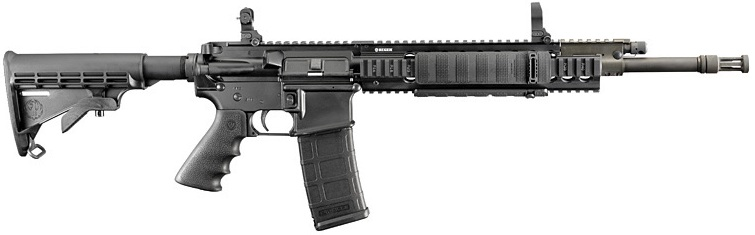
Un Ruger SR-556.
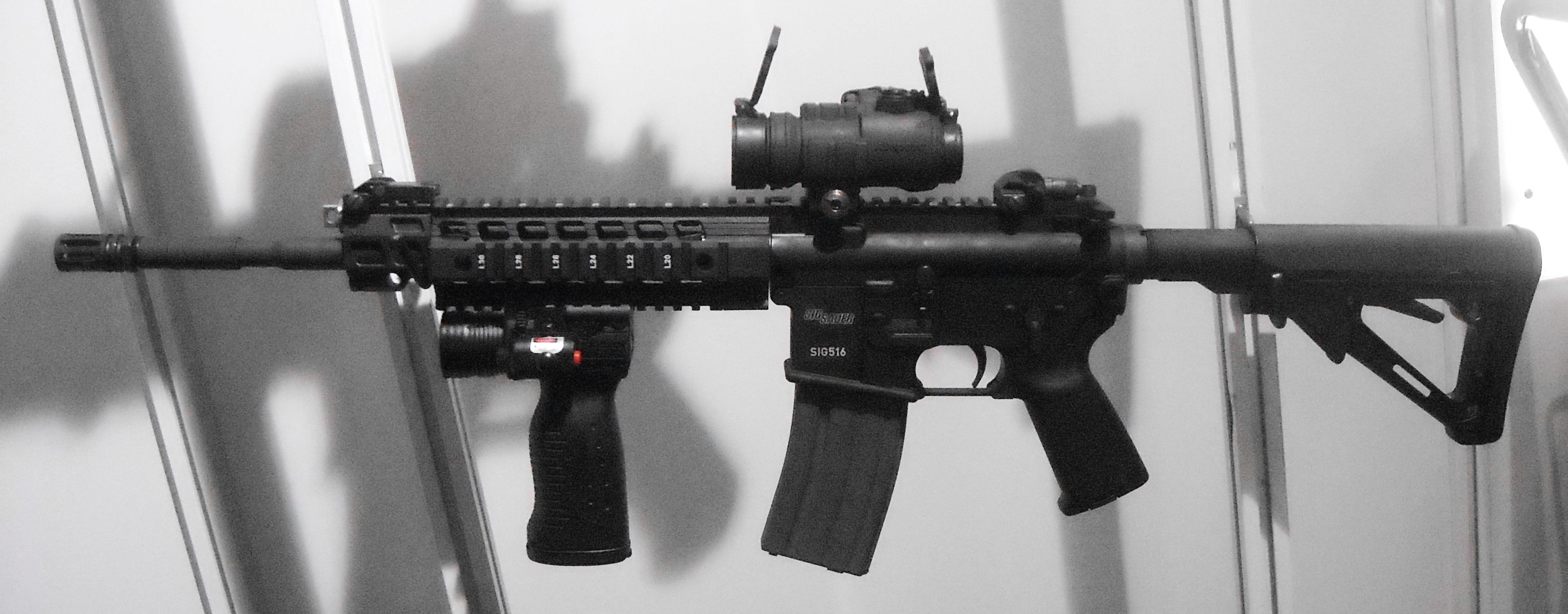
Un SIG Sauer SIG516.
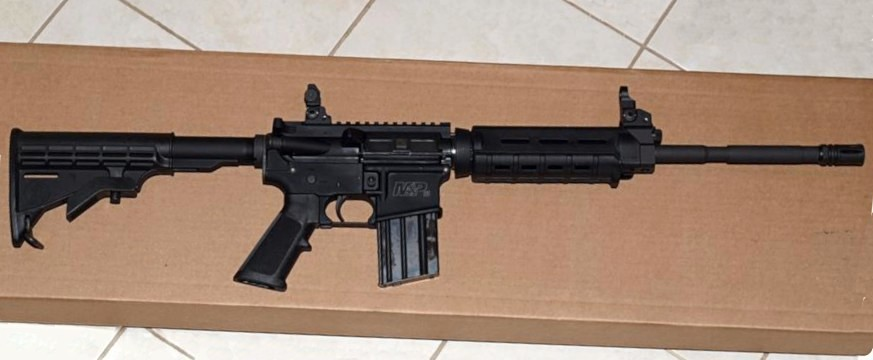
Un Smith & Wesson M&P15.